# Dionne Warwick in Valley of the Dolls
| Оценки критиков               | Оценки критиков |
| Источник                      | Оценка          |
| ----------------------------- | --------------- |
| AllMusic                      | [ 1 ]           |
| Encyclopedia of Popular Music | [ 2 ]           |
| The Rolling Stone Album Guide | [ 3 ]           |

Dionne Warwick in Valley of the Dolls — девятый студийный альбом американской певицы Дайон Уорвик, выпущенный в 1968 году на лейбле Scepter Records. Продюсерами альбома стали Берт Бакарак и Хэл Дэвид.
В поддержку альбома было выпущено два сингла. «(Theme from) Valley of the Dolls» вошёл в саундтрек к фильму «Долина кукол», заняв при этом в чарте Billboard Hot 100 второе место. Второй сингл «Do You Know the Way to San Jose» вошёл в первую десятку чарта. Сама пластинка была не менее популярной, она смогла достичь шестого места в чарте Billboard Top LPs и второго в Hot R&B LPs. Также альбома получил золотую сертификацию от Американской ассоциации звукозаписывающих компаний за более чем 500 000 проданных копий. В Великобритании альбом занял десятую строку.

## Список композиций
| №  | Название                           | Автор(ы)                                      | Длительность |
| -- | ---------------------------------- | --------------------------------------------- | ------------ |
| 1. | «As Long as There’s an Apple Tree» | Берт Бакарак, Хэл Дэвид                       | 2:05         |
| 2. | «Up, Up and Away»                  | Джимми Уэбб                                   | 2:38         |
| 3. | «You’re My World»                  | Карл Симан, Умберто Бинди                     | 3:05         |
| 4. | «(Theme from) Valley of the Dolls» | Андре Превин, Дори Превин                     | 3:35         |
| 5. | «Silent Voices»                    | Норман Монат, Паоло Лимити, Могол, Элио Изола | 3:07         |

| №   | Название                          | Автор(ы)                      | Длительность |
| --- | --------------------------------- | ----------------------------- | ------------ |
| 6.  | «Do You Know the Way to San Jose» | Берт Бакарак, Хэл Дэвид       | 2:50         |
| 7.  | «For the Rest of My Life»         | Манн Кертис, Флавио Каррареси | 3:07         |
| 8.  | «Let Me Be Lonely»                | Берт Бакарак, Хэл Дэвид       | 3:35         |
| 9.  | «Where Would I Go»                | Берт Бакарак, Хэл Дэвид       | 2:40         |
| 10. | «Walking Backwards Down the Road» | Берт Бакарак, Хэл Дэвид       | 2:54         |

## Чарты
| Чарт (1968)                            | Высшая позиция |
| -------------------------------------- | -------------- |
| Великобритания (UK Albums Chart)       | 10             |
| США (Billboard 200)                    | 6              |
| США (Billboard Top R&B/Hip-Hop Albums) | 2              |

## Сертификации и продажи
| Регион                                                      | Сертификация | Продажи  |
| ----------------------------------------------------------- | ------------ | -------- |
| США (RIAA)                                                  | Золотой      | 500 000^ |
| ^ Данные о тиражах приведены только на основе сертификации. |              |          |